# 灰头果鸠
灰头果鸠（学名：Ptilinopus hyogastrus），是鸽形目鸠鸽科的一种鸟类。

## 特征
灰头果鸠体重约136.5克，翼长约125.8毫米，嘴峰长约19.2毫米，喙宽度约5.2毫米，喙厚度约5.2毫米，跗蹠长约21.9毫米，尾长约62.6毫米。灰头果鸠在其分布区内为留鸟，其栖息在半开放的高大的树木组成的森林中，食性为草食性，主要食物来源是水果。

## 分布
北摩鹿加群岛（摩羅泰島、哈尔马赫拉、巴坎、蒂多尔和特尔纳特）。